# Conotrachelus glaber
Conotrachelus glaber – gatunek chrząszcza z rodziny ryjkowcowatych.

## Zasięg występowania
Ameryka Południowa, występuje w Argentynie, Brazylii, Paragwaju oraz Urugwaju.

## Budowa ciała
Ciało pękate. Przednia krawędź pokryw nieznacznie szersza od przedplecza, obie części ciała grubo punktowane.
Ubarwienie ciała czarne.